# Пікіна Валентина Федорівна
Валентина Федорівна Пікіна (1908, місто Санкт-Петербург, Російська Федерація — 21 квітня 1996, Москва) — радянська діячка, секретар ЦК ВЛКСМ. Член Бюро ЦК ВЛКСМ з 21 квітня 1936 по 22 листопада 1938 року. Депутат Верховної Ради СРСР 1-го скликання (1937—1938).

## Біографія
Народилася в робітничій родині. Закінчила школу другого ступеня в Петрограді. У 1922 році вступила до комсомолу.
У 1924—1926 роках — вожата піонерського загону, заступник секретаря комітету РЛКСМ заводу «Північкабель» у Ленінграді.
У 1926—1929 роках — завідувач відділу праці та освіти молоді Василеостровського районного комітету ВЛКСМ Ленінграда. У 1929—1930 роках — завідувач відділу кадрів Ленінградського обласного комітету ВЛКСМ.
Член ВКП(б) з 1930 року.
У 1930—1936 роках — директор навчально-будівельного комбінату в Ленінграді; начальник відділу підготовки кадрів Ленінградського міського управління місцевої промисловості.
У 1936 році — секретар Ленінградського обласного комітету ВЛКСМ.
21 квітня 1936 — 22 листопада 1938 року — секретар ЦК ВЛКСМ.
28 листопада 1938 року заарештована органами НКВС СРСР. Репресована, 15 серпня 1939 року засуджена до восьми років позбавлення волі, відбувала покарання в Темниковському виправно-трудовому таборі НКВС в Мордовській АРСР. 23 серпня 1941 року засуджена до десяти років позбавлення волі і трьох років поразки в правах. З 1951 по 1954 рік — на поселенні в Красноярському краї. У 1954 році звільнена, реабілітована і відновлена в КПРС.
У 1954—1956 роках — слухачка Курсів перепідготовки при ЦК КПРС.
У квітні 1956 — грудні 1962 року — член Комітету партійного контролю при ЦК КПРС.
У грудні 1965 — червні 1984 року — член Комітету партійного контролю при ЦК КПРС.
З 1984 року — на пенсії в Москві.
Померла в Москві 21 квітня 1996 року. Похована на Головинському цвинтарі Москви.

## Нагороди
- орден Леніна
- два ордени Трудового Червоного Прапора
- орден Дружби народів
- медалі